# Lehmrade
Lehmrade er en kommune i det nordlige Tyskland, beliggende i Amt Breitenfelde under Kreis Herzogtum Lauenburg. Kreis Herzogtum Lauenburg ligger i delstaten Slesvig-Holsten.

## Geografi
Lehmrade ligger ca. 5 km sydøst for Mölln, øst for Drüsensee og Oldenburger See ved Landesstraße 287 i Naturpark Lauenburgische Seen.